# Henri Felix Marie Schimmelpenninck van der Oye
Henri Felix Marie baron Schimmelpenninck van der Oye (Kloetinge,  16 januari 1903 – 19 februari 1971) was een Nederlands politicus. 
Hij werd geboren als zoon van Hendrik Nikolaas baron Schimmelpenninck van der Oye (1862-1910) en Cecile Eugenie Marie Dumonceau (1862-1935). Hij is werkzaam geweest bij het Nederlandse consulaat in Londen en was daarna volontair bij de gemeentesecretarie van Elsloo. In 1939 werd hij benoemd tot burgemeester van  Ootmarsum. Vanwege gezondheidsproblemen werd hem in juni 1966 ontslag verleend. In 1971 overleed hij op 68-jarige leeftijd.